# Мі-10
Мі-10 (виріб «60», за класифікацією НАТО: Harke) — радянський важкий транспортний вертоліт (літаючий кран) призначений для транспортування вантажів на зовнішньому підвісі та для будівельно-монтажних робіт.
Створено зі значним використанням вузлів та конструкцій від Мі-6. Мі-10К — модифікація оптимізована для виконання будівельно-монтажних робіт із встановленою кабіною оператора крана, модернізованою проводкою управління, зменшеними паливними баками та вкороченими стійками шасі.
Початок розробки 15 лютого 1958 р., перший політ відбувся 15 червня 1960 р., випробування закінчилися початку 1964г. (фактично доведення проводилися до кінця 1967р.), з 5 березня 1964р. серійно вироблявся на Ростовському вертолітному заводі. Перші три дослідні машини були побудовані на Московському гелікоптерному заводі, всього виготовлено 55 гелікоптерів всіх модифікацій.
Гелікоптери Мі-10 та їх модифікації Мі-10К активно застосовувалися для транспортних перевезень, монтажу бурових установок у газонафтопромислових районах Східного Сибіру та Крайньої Півночі, а також для виконання унікальних монтажних робіт при будівництві промислових об'єктів та установок телевізійних веж.
За створення вертольота, головним конструкторам М.Л. Мілю, П.А. Соловйову та ряду інших фахівців в 1968г. було присуджено Державну премію СРСР.
Взагалом на вертольотах Мі-10 та Мі-10Р вдалося встановити 8 світових авіаційних рекордів.

## Історія проєктування

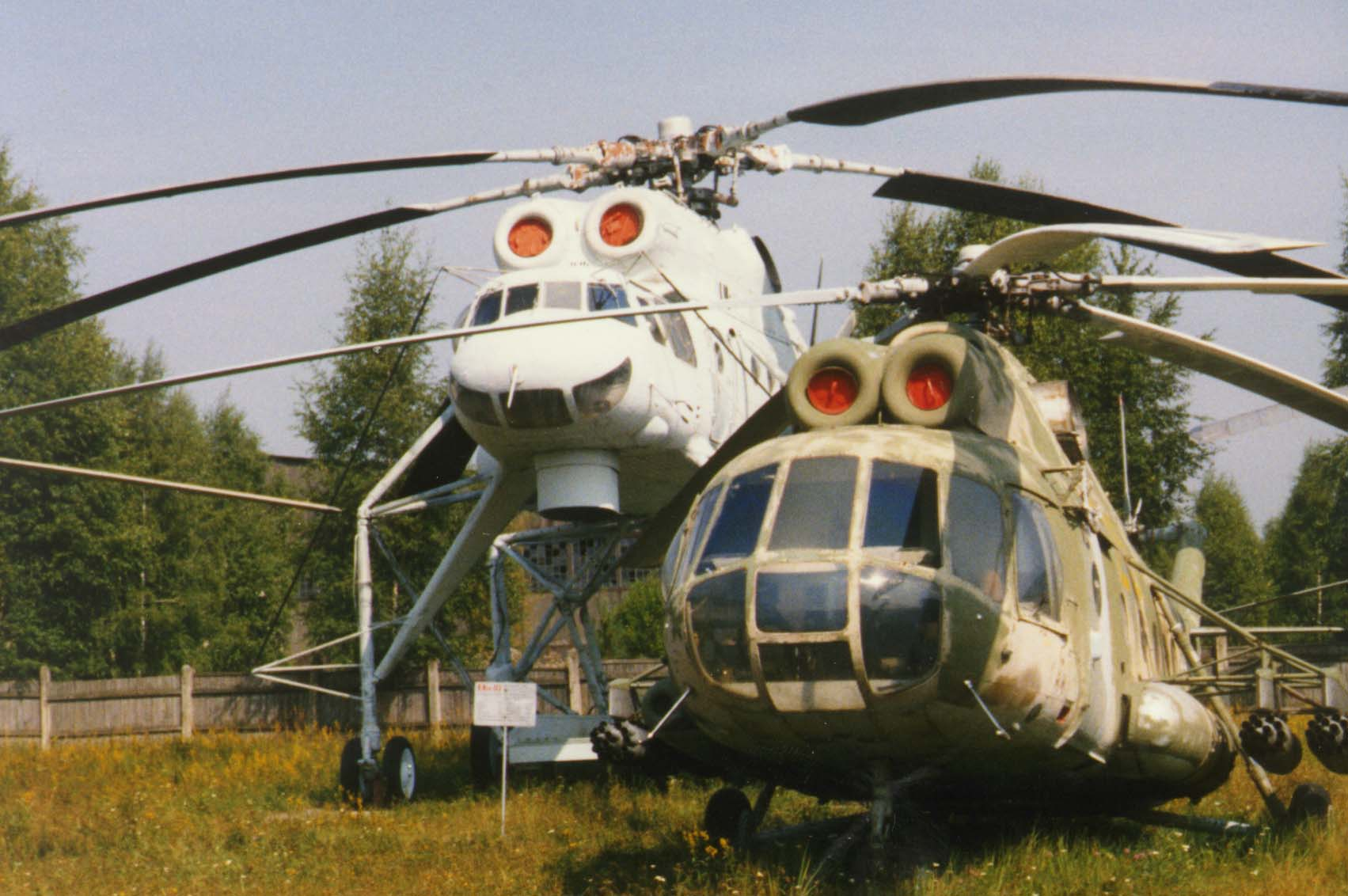
Мі-10 з телевізійною установкою (ліворуч) та Мі-8

20 лютого 1958 року уряд СРСР розпорядився розпочати проєктування «літаючого крана» на базі Мі-6. Завдання передбачало вантажопідйомність 12 т при дальності 250 км і максимальну (при перевезенні на короткі відстані) — 15 т. У процесі проєктування завдання було доповнено вимогою з перевезення крилатих та балістичних ракет, що і стало основним завданням Мі-10. Зберігши силову установку та схему управління Мі-6, конструктори замінили фюзеляж гелікоптера новим — вузьким та низьким, в який, тим не менше, вписався відсік завдовжки 15.95 метрів для перевезення вантажів або 28 пасажирів; під час перегонів в нього можна було встановлювати додаткові паливні баки. Для того, щоб при зльоті всі колеса відривалися від землі одночасно, праві стійки шасі були виконані на 300 мм коротше лівих, при цьому мінімальний кліренс дорівнював 3.75 м. Всього було передбачено дві схеми транспортування вантажів поза фюзеляжем:
- стандартний вантаж, жорстко утримуваний гідрозахватом (контейнери з ракетами)
- вантаж, встановлений на вантажній платформі, що монтується між стійками шасі.

Прототип, знаний як В-10, піднявся в небо 15 червня 1960 року, успішно випробовувався, але в травні 1961 року згорів на землі через технічну несправність. 23 вересня 1961 року другий дослідний В-10 встановив рекорд вантажопідйомності — 15 103 кг на висоту 2200 м. У наступні роки ВПК відмовився від ідеї возити ракети гелікоптерами, і проєкт опинився на межі закриття. Випуск серійного Мі-10, розпочатий в 1964 році, склав всього 24 одиниці. Широкого застосування ці машини не знайшли, оскільки фіксація вантажу гідрозахватом вимагала обладнання вантажів відповідними вузлами.

## Варіанти
- Мі-10 — базовий варіант з «довгими ногами».
- Мі-10К (кран) — варіант з «короткими ногами» та додатковою кабіною пілота під фюзеляжем.
- Мі-10Р — «рекордний», що відрізнявся полегшеною конструкцією та допрацьованим шасі, на ньому було встановлено 7 світових рекордів
- Мі-10гр («Гребінець») — пеленгатор (вертоліт радіорозвідки).
- Мі-10ПП — постановник перешкод (одна станція РЕБ «Крок» під фюзеляжем, 7 125 кг).
- Мі-10РВК із встановленою на зовнішній підвісці пусковою установкою з ракетою С-5В
- Мі-10УПЛ — носій універсальної польовий лабораторії.

## Модифікація Мі-10К
Нова модифікація, Мі-10К, була розроблена спеціально для будівельно-монтажних робіт. Перший політ відбувся у червні 1965 року, в 1967 році Мі-10К літав на авіашоу в Парижі, а виробництво почалося лише в 1975 році (всього в 1975—1976 рр. було випущено 17 машин, і 4 переобладнано з базових Мі-10). Конструктори повністю відмовилися від гідрозахвату та зовнішньої платформи, зменшили висоту шасі, що знизило вагу і лобовий опір. Замість телекамер, що не виправдали себе, для керування гелікоптером при навантаженні-розвантаженні Мі-10К був обладнаний другою, підвісною кабіною льотчика з круговим оглядом та третім комплектом важелів управління. «Коротконогі» Мі-10К експлуатуються на будівництві висотних об'єктів донині.

## Льотно-технічні характеристики

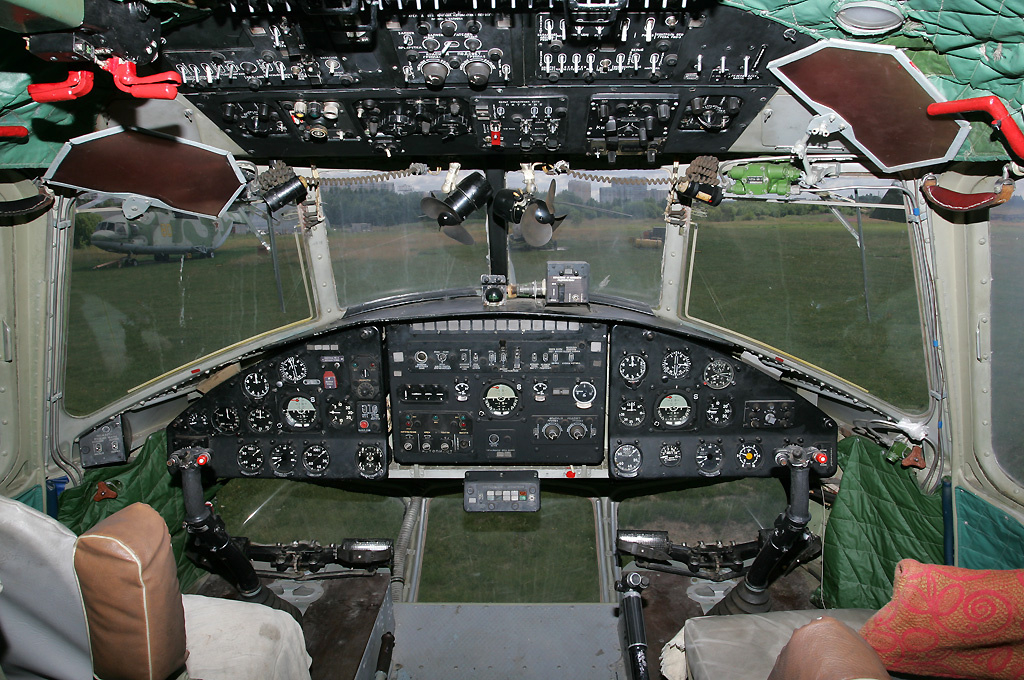
Кабіна пілотів гелікоптера Мі-10

Джерело: С. Б. Геллер, 1968 рік.
Основні характеристики
- Екіпаж: 3 особи (2 пілота та борттехнік)
- Пасажиромісткість: 8
- Вантажопідйомність: **нормальна: 12 000 кг 
  - максимальна: 15 000 кг (за рахунок маси палива)
  - вантаж на підвісці:8000 кг
  - усередині фюзеляжу:3000 кг
- Довжина: 41,89 м
- Довжина фюзеляжу: 32,86 м
- Висота: 9,9 м (із зупиненим хвостовим гвинтом)
- Діаметр несучого гвинта: 35,0 м
- Діаметр рульового гвинта: 6,3 м
- Максимальна ширина фюзеляжу: 3,0 м

- Площа обертання несучого гвинта: 962 м²
- база шасі: 8,285 м
- Колія шасі: 7,55 м
- Відстань від землі до нижньої точки фюзеляжу (кліренс): 3,73 м
- Маса порожнього: 27 100 кг
- Нормальна злітна маса: 38 000 кг
- Максимальна злітна маса: 43 550 кг
- Маса палива у внутрішніх баках: 8230 кг (максимальна)
- Обсяг паливних баків:10 620 л

Льотні характеристики
- Максимальна швидкість: 235 км/год
- Крейсерська швидкість:  
  - при масі 38000 кг і менше:220 км/год
  - при масі більше 38000 кг:180 км/год
- Практична дальність: 250 км 
  - Тривалість польоту: 1 год 30 хв
- Перегінна дальність: 695 км 
  - Тривалість польоту: 3 год 45 хв

## Галерея

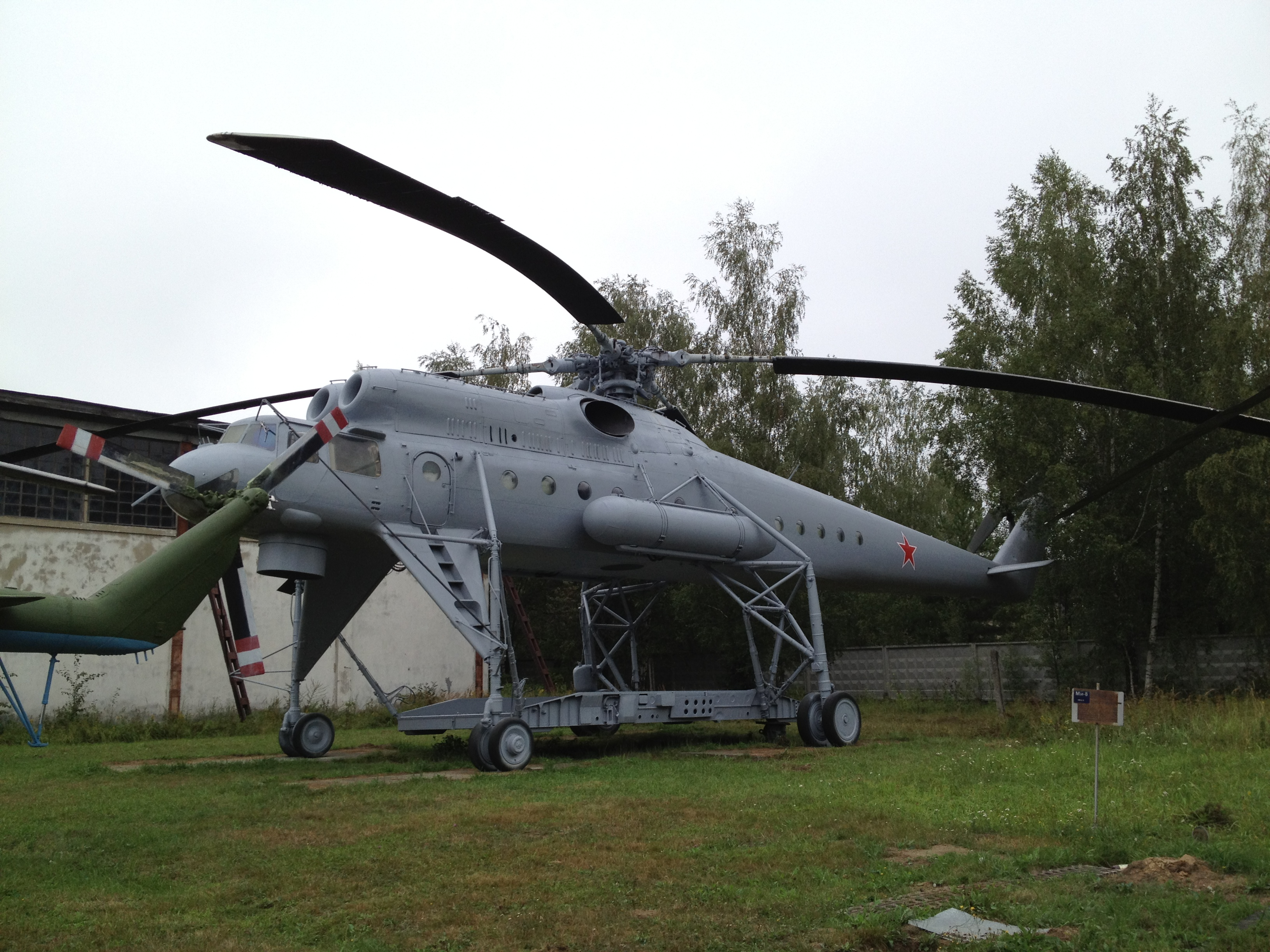
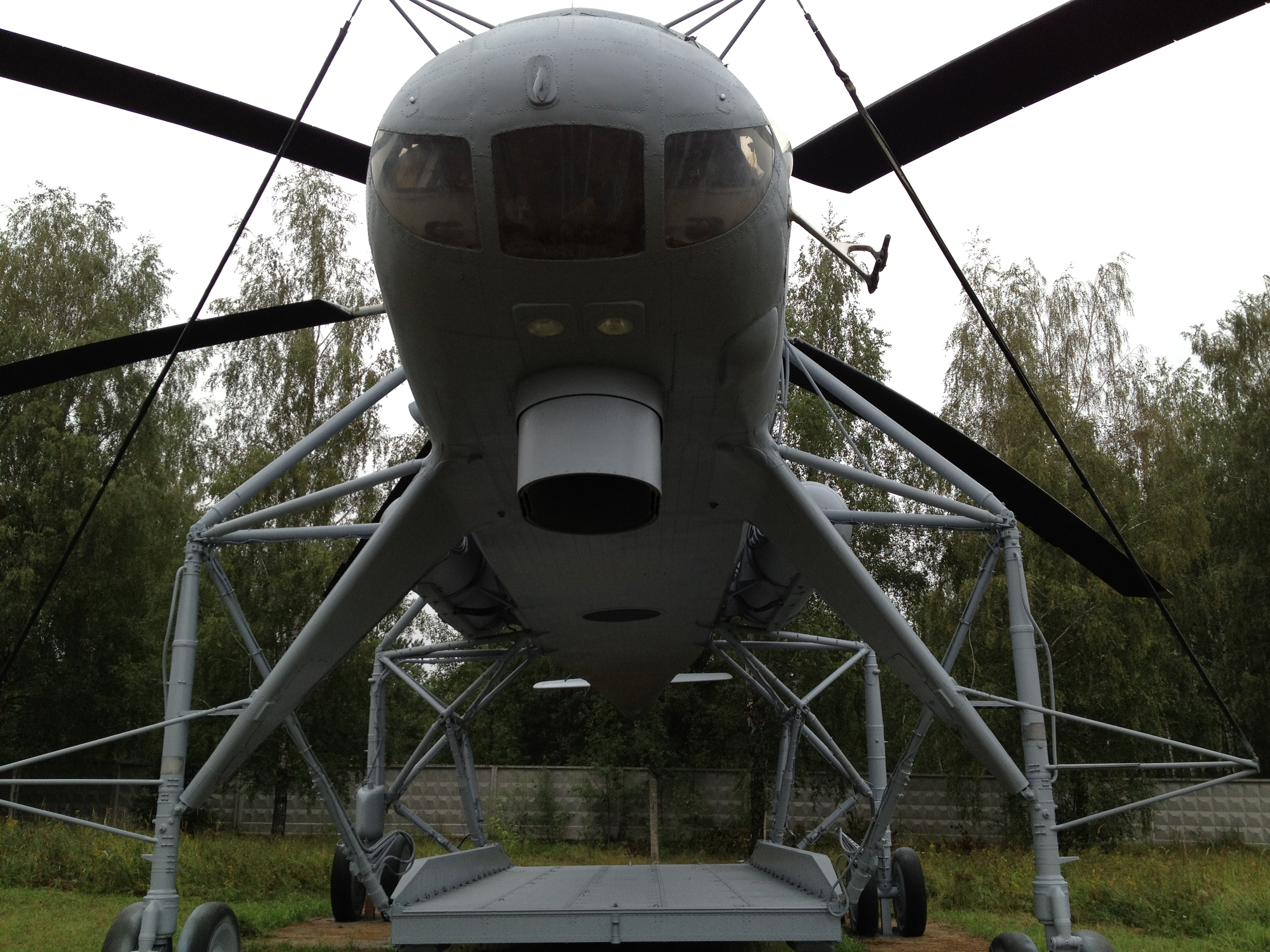
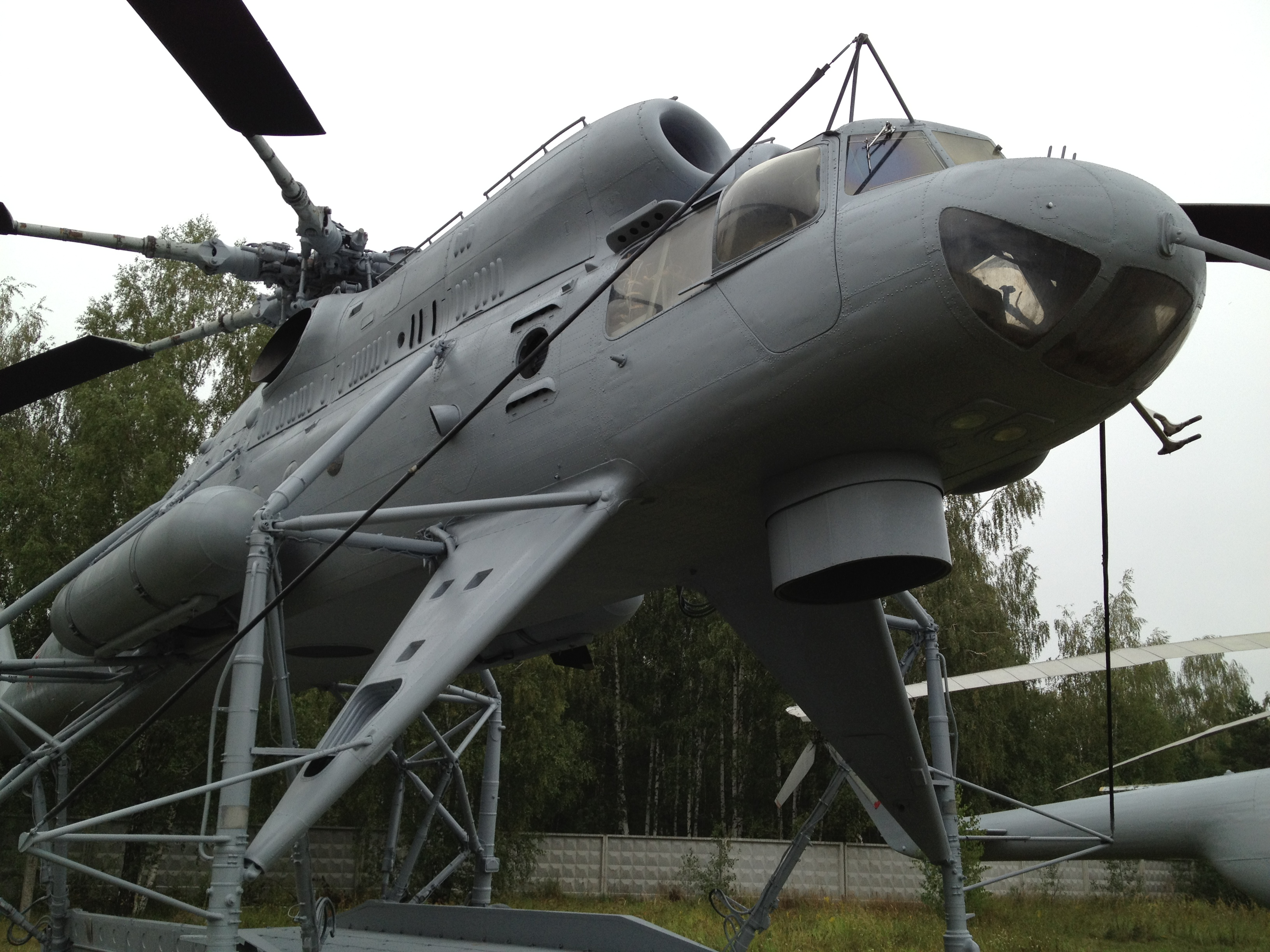

## Авіаподії та катастрофи
| Дата        | Бортовий номер | Місце катастрофи                  | Загинуло/всього на борту | Короткий опис |
| ----------- | -------------- | --------------------------------- | ------------------------ | --- |
| 05.1961     | 04101          | поблизу Сасово, Рязанська область | 0/н.д.                   | Несправність редуктора в польоті, після вимушеної посадки вертоліт згорів. |
| серпня 1978 | н.д.           | аеродром Степ                     | 0/0                      | Перекинувся при перевірці балансування. Згорів. |
| 12.04.1979  | 04133          | поблизу Тобольська                | 8/8                      | Потрапив у снігову бурю, розбився. |
| 20.07.1980  | 72             | поблизу Пулі-Хумрі                | 1+4/4                    | Борт ВПС, 181 ОВП. Відмова двигуна під час перевезення паливозаправника на платформі. Платформа була скинута, екіпаж спробував здійснити вимушену посадку, під час якої передня стійка шасі потрапила в яму, після чого вертоліт перекинувся і загорівся. Окрім екіпажу загинув також солдат, який перебував у кабіні паливозаправника. |
| 16.05.1983  | н.д.           | н.д.                              | 0/ н.д.                  | Борт ВВС, 112 ОВП. Розбився між Орлом та Кустанаєм при посадці. |
| 20.03.1989  | 04128          | поблизу Ханти-Мансійська          | 0/н.д.                   | Вимушена посадка в болотистій місцевості, через вібрацію двигунів. |
| 21.04.1989  | 04131          | поблизу Ханти-Мансійська          | 3/7                      | У польоті почав розвалюватися вантаж на зовнішній підвісці, його уламки пошкодили несучий гвинт. Вертоліт впав на засніжене болото. |
| 21.12.1992  | 04120          | поблизу Ноябрьська                | 0/н.д.                   | Відмова обох двигунів під час підвішування зовнішнього вантажу, вертоліт впав на болото. |

У ході Афганської війни 1979—1989 рр. було втрачено 4 Мі-9/Мі-10.